# Олецько
Оле́цько (пол. Olecko, нім. Marggrabowa або Oletzko) — місто в північно-східній Польщі, на річці Лега.
Адміністративний центр Олецького повіту Вармінсько-Мазурського воєводства.

## Демографія
Демографічна структура станом на 31 березня 2011 року:
|          | Загалом | Допрацездатний вік | Працездатний вік | Постпрацездатний вік |
| -------- | ------- | ------------------ | ---------------- | -------------------- |
| Чоловіки | 7948    | 1600               | 5599             | 749                  |
| Жінки    | 8609    | 1544               | 5240             | 1825                 |
| Разом    | 16557   | 3144               | 10839            | 2574                 |